# Ні-вануату
Ні-вануату (бісл. ni-vanuatu від фр. née Vanuatu) — збірна назва корінного населення республіки Вануату, архіпелагу Нові Гебриди. Відносяться до меланезійців.
Чисельність — 142,6 тис. осіб. Заселяють 67 з 83 островів архіпелагу Вануату, в основному — прибережні райони. Складаються з 115 етнічних груп і народів. Розмовляють мовами південноокеанічної підгілки океанічної підзони австронезійської сім'ї. Мовна роздрібненість дуже велика, сусідні племена можуть не розуміти один одного.
Поширена державна мова — біслама (креольська мова на основі англійської лексики і меланезійської граматики), а також англійська та французька мови.
Релігія — християнство різних напрямків, місцеві культи.

## Походження
Давній шар населення архіпелагу складали папуаси. Пізніше вони змішалися з наступною хвилею переселенців, протоокеанців, котрі розмовляли мовами австронезійської сім'ї.

## Традиційне господарство
Основне заняття — підсічно-вогневе землеробство тропічного типу, на Анатомі — іригаційне. Основні культури — ямс, таро, кокосова пальма, хлібне та динне дерева, панданус, банани, цукрова тростина, рис. Додатково вирощують боби, какао, каву, європейські овочі, тропічні фрукти (манго, авокадо, грейпфрути, лимони, ананаси, апельсини).
Поширене рибальство та збір продуктів моря. Розводять свиней, курей, овець, кішок, собак. Налагоджено промисловий лов риби та її вивезення. Вивозять сандалове дерево.

## Побут
Поселення — різного планування. Будинки зазвичай групуються навколо сільської танцювальної площі (насара) з чоловічим клубом (накамалі). Будинки — каркасні, стовпові, прямокутні, з двосхилим дахом до землі, з циновок (панданус, пальма). На півночі — на кам'яній платформі. У полінезійців будинки — овальні. Городи — з парканами.
Їжа — печені таро, ямс, варений рис, м'ясо, риба. Готують в земляних печах, на розпечених каменях, загорнувши їжу в бананове листя. Використовують олію кокосового горіха. Поширена страва лап-лап — запіканка з тертих бульбоплодів з олією.
Одяг — фалокрипти з трави або вузьких циновок у чоловіків («фіговий листочок»). Жінки носять спідниці з циновок, пов'язки на стегнах, фартухи. Характерні татуювання, розфарбування, прикраси. Типові прикраси — браслети з бісеру, намиста з іклів кабана, бамбукові гребені, плюмажі з пір'я, підвіски, вставки у ніс.
Ремесла — вичинка тапи з луба банана або хлібного дерева, гончарство, різьблення по дереву. Різьбленням прикрашаються маски, похоронні статуї (рамбарамі), човни-довбанки.
Зі зброї використовуються луки та стріли, списи, дротики, тризубці, палиці, пращі, захисні браслети.
Фольклор багатий.

## Суспільні відносини
Соціальна організація різна. На півдні — система вождизму з успадкуванням титулу і статусу. На півночі — ієрархічні рангові союзи чоловіків, кожен викуповував свій ранг. Платили раковинами, свинями тощо Чоловіки мали лідерство, побутували чоловічі таємні союзи, сукве, тамате, кват та ін. Сім'я моногамна, але допускалася полігінія до 25 дружин.

## Малюнки на піску

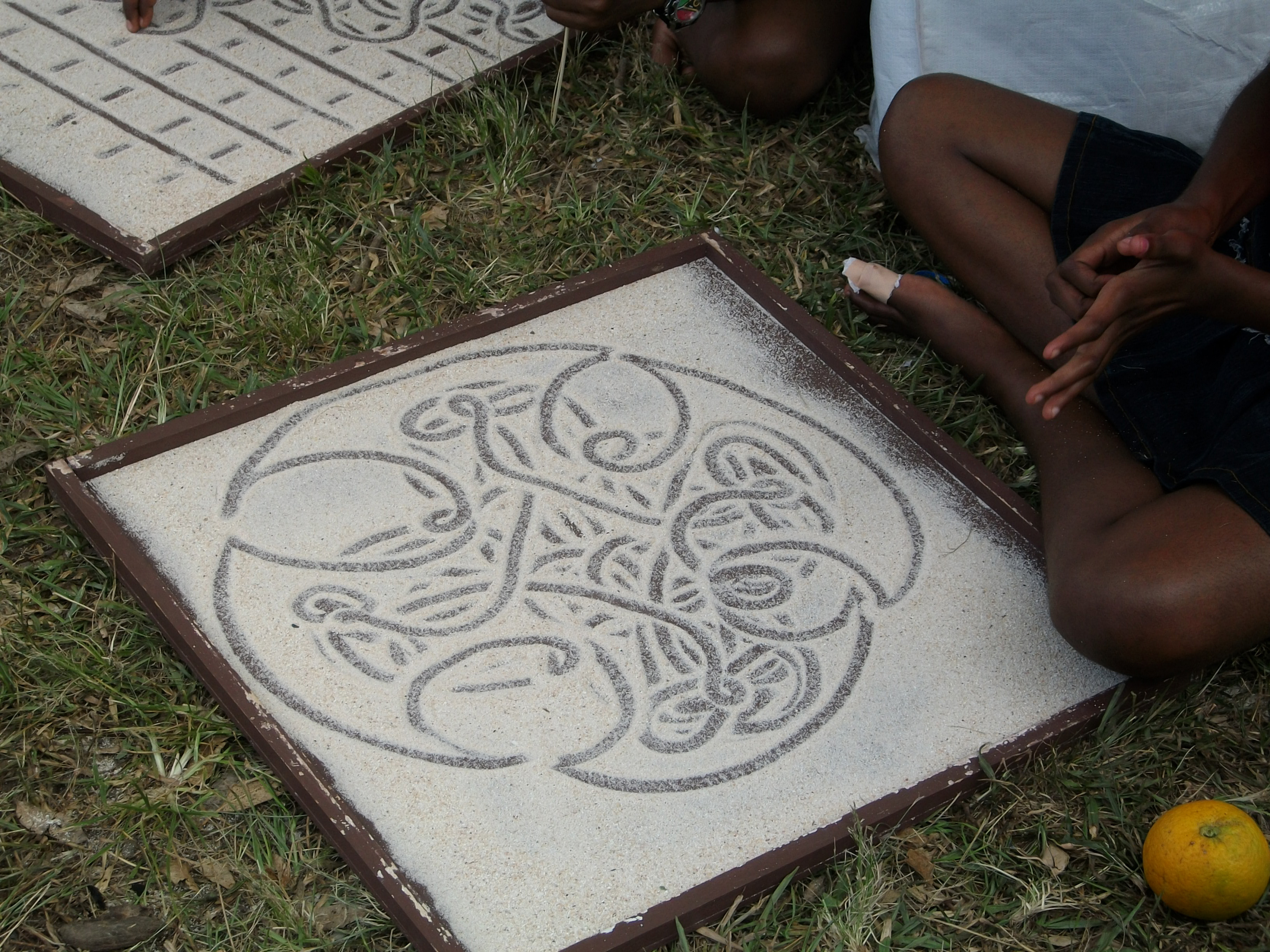
Малюнок на піску

Піщані малюнки народів Вануату  — це мистецтво, яке передбачає малювання геометричних візерунків на поверхні землі, частіше піску, завдяки непереривної лінії. Піщані малюнки народів Вануату вважаються формою писемності, яку вони зберегли з давнини. Завдяки таким малюнкам населення островів Вануату, що мало різні мови, могло спілкуватися між собою, передаючи знання історичних подій, ритуалів, законів та інших культурних традицій. У 2003 році в Список шедеврів усної та нематеріальної культурної спадщини людства ЮНЕСКО були внесені малюнки на піску народів Вануату.